# Paul Knudson
Graf Paul Knudson, eigentlich Pål Knutsson, war ein norwegischer Beamter in Bergen und Offizier der Leibwache des schwedischen Königs Magnus Eriksson, der von 1319 bis 1355 auch König von Norwegen war.

## Paul-Knudson-Expedition

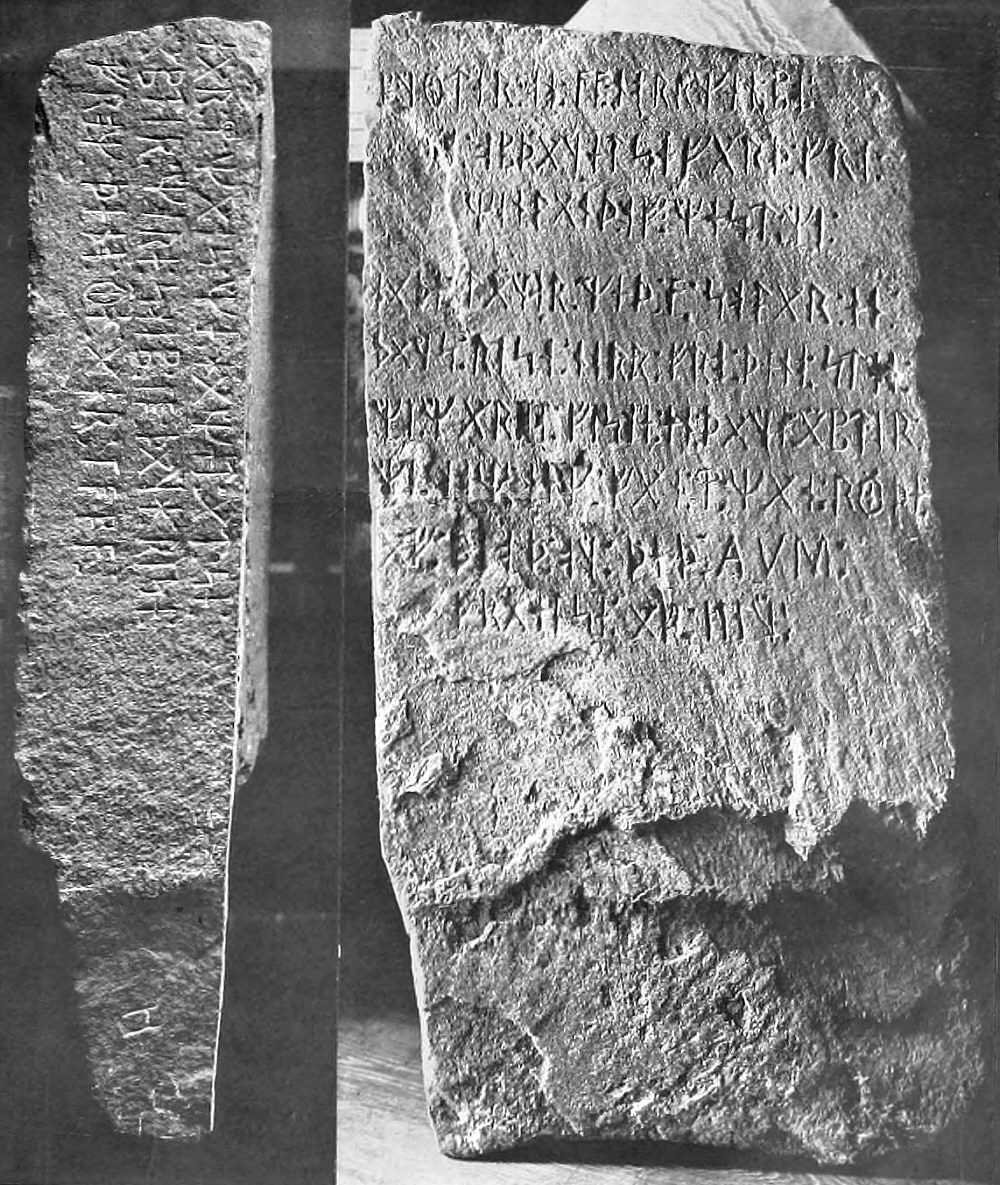
Der Runenstein von Kensington wurde als angebliche Nachricht der verschollenen Knudson-Expedition interpretiert

Magnus hatte einen Hilferuf der norwegischen Grænlendingar erhalten, die seit 982 Grönland besiedelt hatten und 1261 von Norwegen unterworfen worden waren, seit Anfang des 14. Jahrhunderts jedoch in Vergessenheit geraten waren. Der fromme König, besorgt um die Situation der christlichen Gemeinden auf Grönland, beauftragte daraufhin 1354 Knudson, sich auf die Suche nach diesen norwegischen Siedlungen zu machen. Des Königs schriftlicher Befehl wird im Königlichen Museum Kopenhagen aufbewahrt.
Mit einer Knorr und einer neben einigen Schweden vor allem aus Norwegern bestehenden Besatzung segelte Knudson 1355 von Bergen nach Grönland. Sie fanden die Westsiedlung zerstört und verlassen vor, worauf Knudson vermutete, die Grænlendingar hätten sich vor angreifenden Inuit auf das westlich liegende Festland (Vinland) geflüchtet. Dem Skandinavisten Hjalmar Rued Holand (1872–1963) zufolge soll Knudson auf der Suche nach den Geflüchteten den nordamerikanischen Kontinent erreicht haben, ohne sie gefunden zu haben. Zusammen mit Suchmannschaften, die er an Land ausschickte, galt auch Knudson fortan als verschollen.
Holand brachte den Runenstein von Kensington in Zusammenhang mit der Knudson-Expedition, dessen Inschrift erwies sich allerdings später als Fälschung. Im Jahr 1362, zum Zeitpunkt der vermeintlichen Datierung der Inschrift, befanden sich die Reste der Expedition bereits wieder auf Island. Vermutlich 1363 oder 1364 kehrten sie nach Schweden zurück. Norwegen war inzwischen an Magnus’ Sohn Håkon VI. gefallen, der neue König stellte die Verbindungen nach Grönland ein. Håkons Ehefrau und Nachfolgerin Margarethe I. (ab 1380) verbot schließlich, Grönland anzulaufen.